# Pissaladière

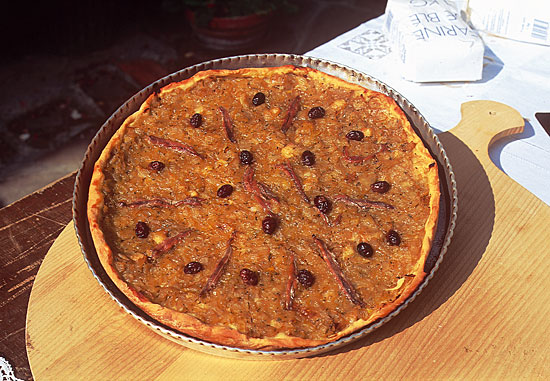
Pissaladière

O pissaladière (pissaladiera em nissart) é uma especialidade culinária originária da Ligúria, mais precisamente, de Gênova. O termo pissaladière é derivado do original da Ligúria pissalandrea, que por sua vez, vem da terminologia italiana Pizza all'Andrea, ou Pizza d'Andrea. É considerada a pizza da Ligúria.

O pissaladière é feito com uma massa próxima à massa de pão, pois possui azeite em sua composição, tradicionalmente não inclui tomate. Este prato se espalhou por toda a Ligúria, geografica e etnoculturalmente, entre os rios de Magra e Var. Após a anexação do condado de Nice à França, a história da culinária de Nice se confunde à culinária provençal, incorretamente agrupando muitos pratos originários da Ligúria sob rótulo francês.